# Compagnia di navigazione

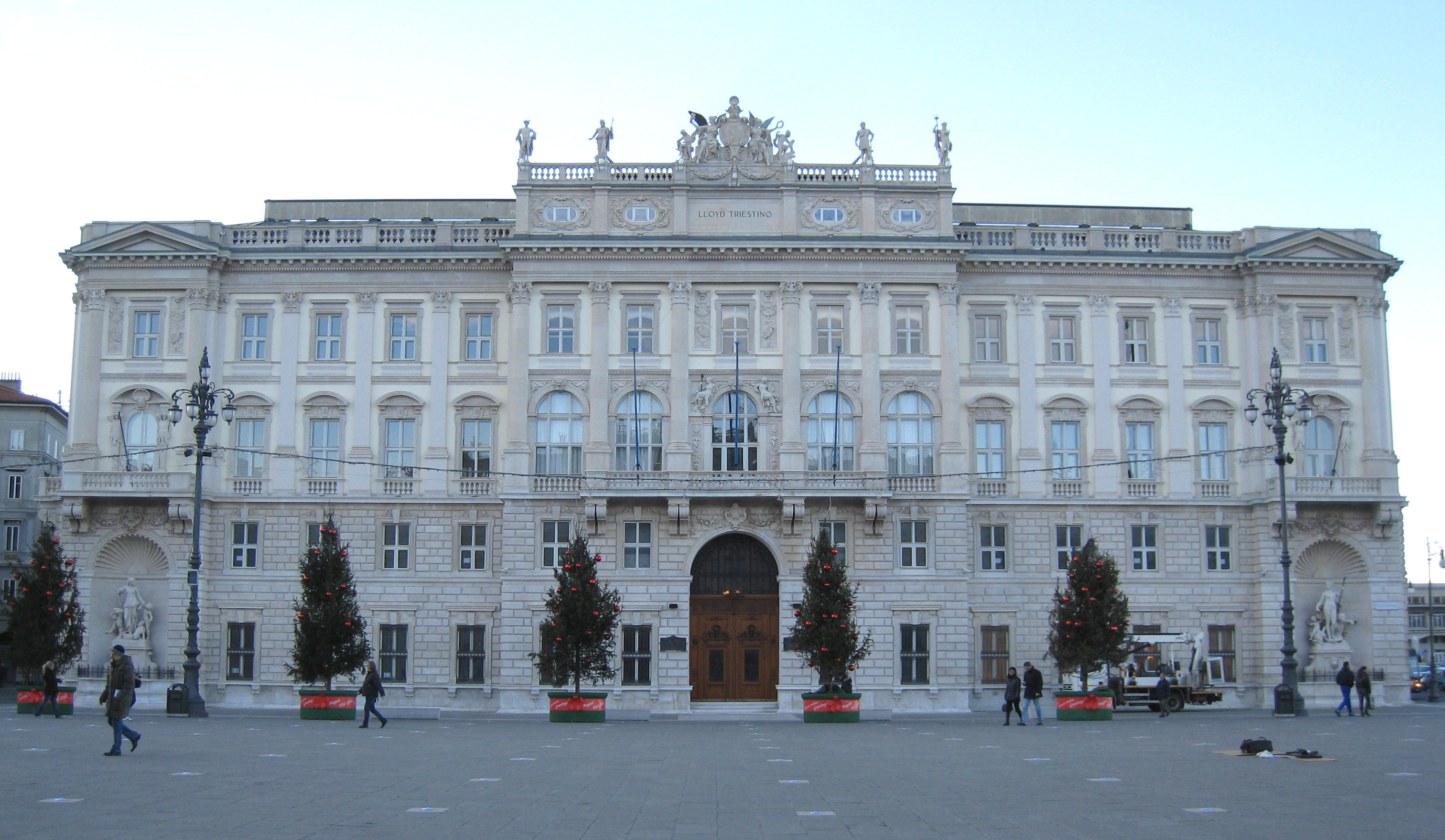
La sede storica della compagnia di navigazione Lloyd Triestino a Trieste.

La compagnia di navigazione è una società che esegue il trasporto marittimo delle merci e/o delle persone utilizzando navi di proprietà o noleggiate. In capo alla società vi è l'armatore.

## Caratteristiche
Tali enti forniscono servizi di trasporto per conto terzi, sia di linea che non di linea. Può essere di proprietà di un singolo armatore che di una società.
Tradizionalmente le compagnie di navigazione hanno sede in città di mare o in piccoli stati con una legislazione privilegiata (come Panama), anche se negli ultimi anni sono diversi i casi di compagnie con sede legale in località non bagnate dal mare.

## Nel mondo
Le linee di navigazione su larga scala si diffusero nel XIX secolo, dopo lo sviluppo del piroscafo nel 1783, a partire dalla Gran Bretagna nel 1819. Quell'anno ebbe luogo la prima traversata in nave a vapore dell'Oceano Atlantico e nel 1833 le compagnie di navigazione avevano iniziato a operare con navi a vapore tra l'Inghilterra e i possedimenti dell'Impero britannico come l'India e il Canada.

### Italia
Nel 1836 nacque a Trieste la Lloyd Triestino di navigazione la più antica compagnia italiana, seppur allora branca dell'austriaca österreichischer Lloyd-Lloyd, con collegamenti merci e passeggeri verso l'Oriente. Nel 1838 nasce a Genova ad opera di Raffaele Rubattino la compagnia De Luchi-Rubattino.
Nel 1841 il palermitano Vincenzo Florio varò il battello a vapore "Palermo", per la tratta Palermo-Napoli: nacque così la Società dei battelli a vapore, che nel novecento sarebbe diventata la Flotte Riunite Florio. Nel 1861 nasce la compagnia del genovese Gottardo Accossato. Nel 1881 la fusione Florio-Rubattino porta alla nascita del colosso Navigazione Generale Italiana.
Nel XX secolo con piroscafi e transatlantici, nacquero la Compagnia Italiana Transatlantica (CITRA), il Lloyd Sabaudo, la Piaggio, l'Italia di Navigazione, l'ADRIA, la Società Sarda di Navigazione.
Negli anni '30 nacquero la "Tirrenia società anonima di navigazione" e la  Adriatica di Navigazione, sotto il controllo pubblico di Finmare, che assorbirono alcune delle vecchie flotte.
Dopo la seconda guerra mondiale vi fu uno sviluppo dei trasporti marittimi ad opera di due imprenditori, il napoletano Achille Lauro e il genovese Angelo Costa, che crearono la Flotta Lauro e la Costa Crociere S.p.A.. Nel 1970 nacque a Napoli la Mediterranean Shipping Company (MSC), divenuta la prima compagnia di gestione di linee cargo a livello mondiale, con sede a Ginevra.

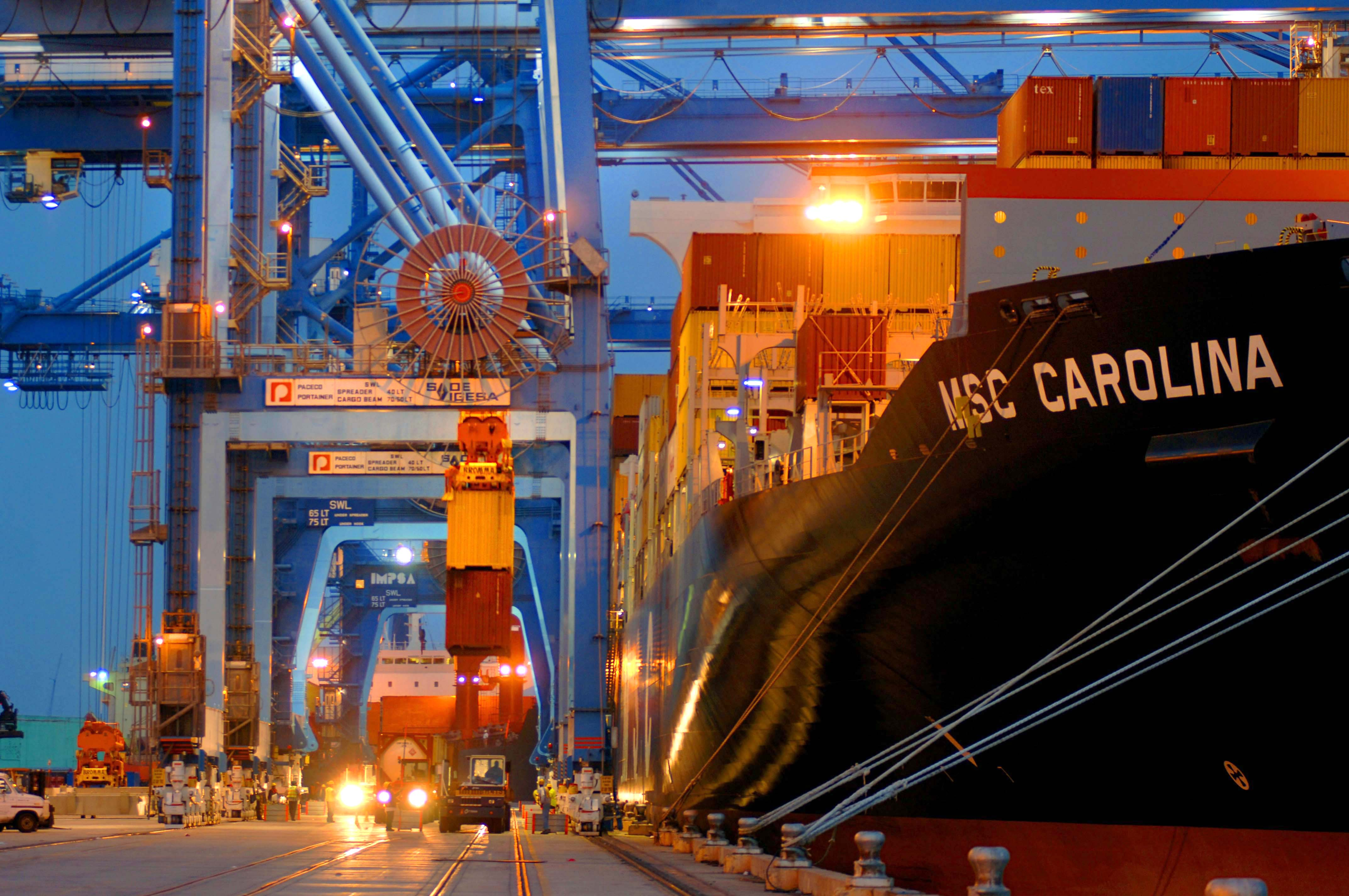
Nave portacontainer della MSC al porto di New Orleans

## Settori
Le compagnie di navigazioni normalmente sono specializzate in uno o più settori:
- trasporto merci sfuse
- trasporto merci liquide (petrolio, gas liquidi, succhi alimentari, fertilizzanti)
- portacontainer
- trasporto passeggeri (traghetti, aliscafi)
- crociere